# Cometa Humason
La cometa di Humason, formalmente indicata come C/1961 R1, è una cometa non periodica scoperta da Milton L. Humason il 1º settembre 1961.

## Orbita
Il suo perielio è ben più lontano dall'orbita di Marte, a 2,133 UA. La sua orbita, retrograda, ha un periodo di circa 2940 anni.

## Caratteristiche fisiche
Essa è una cometa gigante, il suo diametro è stimato intorno ai 41 km, eccezionalmente ricca di CO, molto più attiva di una normale cometa alla stessa distanza dal Sole, ha una magnitudine assoluta di +1,5, cento volte più luminosa di una cometa media.

## Luminosità
La cometa è arrivata ad una luminosità massima di 7a nell'ottobre 1962 . Il nucleo della cometa ha presentato variazioni di splendore e tra il maggio ed il giugno 1964 ha avuto un outburst dalla 17,8a alla 10,0a .